# Thomas Henry Carter

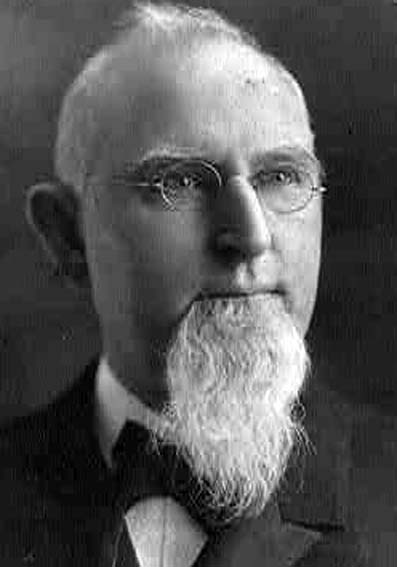
Thomas Henry Carter

Thomas Henry Carter (* 30. Oktober 1854 bei Portsmouth, Ohio; † 17. September 1911 in Washington D.C.) war ein US-amerikanischer Politiker (Republikanische Partei), der den Bundesstaat Montana in beiden Kammern des US-Kongresses vertrat.

## Leben
Der ursprünglich aus Ohio stammende Thomas Carter zog mit seinen Eltern schon früh nach Illinois, wo sich die Familie in Pana niederließ. Er besuchte dort die öffentlichen Schulen, betätigte sich in der Landwirtschaft, als Lehrer und im Eisenbahnbau; gleichzeitig studierte er die Rechtswissenschaften. Nach der Aufnahme in die Anwaltskammer zog er nach 1882 zunächst nach Burlington in Iowa, später dann nach Helena im Montana-Territorium.

## Politik
In seiner neuen Heimat wurde Carter politisch aktiv. Er vertrat das Territorium vom 4. März bis zum 7. November 1889 als nicht stimmberechtigter Delegierter im Repräsentantenhaus in Washington; nach der Aufnahme Montanas als Bundesstaat in die Vereinigten Staaten übte er ab dem 8. November 1889 das offizielle Amt eines Abgeordneten aus, das er bis zum 3. März 1891 innehatte. Der Versuch der Wiederwahl verlief erfolglos.
1891 trat Carter als Commissioner in die Dienste des General Land Office; im folgenden Jahr wurde er dann zum Vorsitzenden des Republican National Committee, der Parteiorganisation der Republikaner, gewählt. Diesen Posten bekleidete er bis 1896.
Am 4. März 1895 kehrte er als US-Senator in den Kongress zurück. Carter verblieb bis zum 3. März 1901 im Senat; während dieser Zeit war er unter anderem Vorsitzender des Ausschusses für die Beziehungen zu Kanada und des Volkszählungsausschusses. Nachdem er zwischenzeitlich von US-Präsident William McKinley ins Kuratorium der Louisiana Purchase Exposition berufen worden war und auch als dessen Präsident fungiert hatte, kandidierte Carter 1904 wiederum für einen Senatssitz und war erneut erfolgreich. Seine zweite Amtszeit in der Parlamentskammer dauerte vom 4. März 1905 bis zum 3. März 1911. Zur Wiederwahl trat er nicht an. Diesmal war er unter anderem Vorsitzender des Ausschusses zur Kontrolle der Ausgaben des Außenministeriums.
Nach seinem Ausscheiden aus dem Senat übernahm Carter den Vorsitz der US-Delegation in der International Joint Commission, die den Auftrag hatte, Unstimmigkeiten zwischen den Vereinigten Staaten und Kanada über die Nutzung der gemeinsamen Grenzgewässer zu klären. Er verstarb jedoch schon im September desselben Jahres in Washington.
Das Carter County in Montana ist nach Thomas Henry Carter benannt.